# خالد النبوي
خالد النبوي (مواليد 12 سبتمبر 1966) هو ممثل مصري لعب أدوارًا في السينما، والمسرح، والتلفزيون.

## عن حياته
ولد في 12 سبتمبر 1966 بمدينة المنصورة، وتخرج من المعهد العالي للفنون المسرحية بمصر عام 1989. بداية دخوله التمثيل كانت عن طريق الصدفة، فقد التحق بعد انتهاؤه من الثانوية العامة بالمعهد العالي للتعاون الزراعي، وكان ضمن فرق التمثيل التي تقوم بالأعمال المسرحية، فشاهدته لجنة من كبار الفنانين الذين أُعجِبوا بأدائه، ما جعله يقرر دخول معهد الفنون المسرحية. بعد ذلك شارك في بطولة فيلم المواطن مصري للمخرج صلاح أبو سيف، وفيلم المهاجر للمخرج يوسف شاهين. قدم لمدة سنة ونصف برنامج دنيا في قناة أبوظبي لمدة خمسة أيام في الأسبوع.
حصل على جائزة أحسن ممثل من مهرجان جوهانسبرغ عن فيلم المهاجر (1994). كما شارك في الفيلم الأمريكي مملكة السماء للمخرج العالمي ريدلي سكوت في دور أحد قاده جيش صلاح الدين الأيوبي، وبطولة فيلم المواطن (بالإنجليزية: The Citizen) عام 2012، بالإضافة لأعماله السينمائية والتلفزيونية الأخري.

## موقفه من ثورة 25 يناير

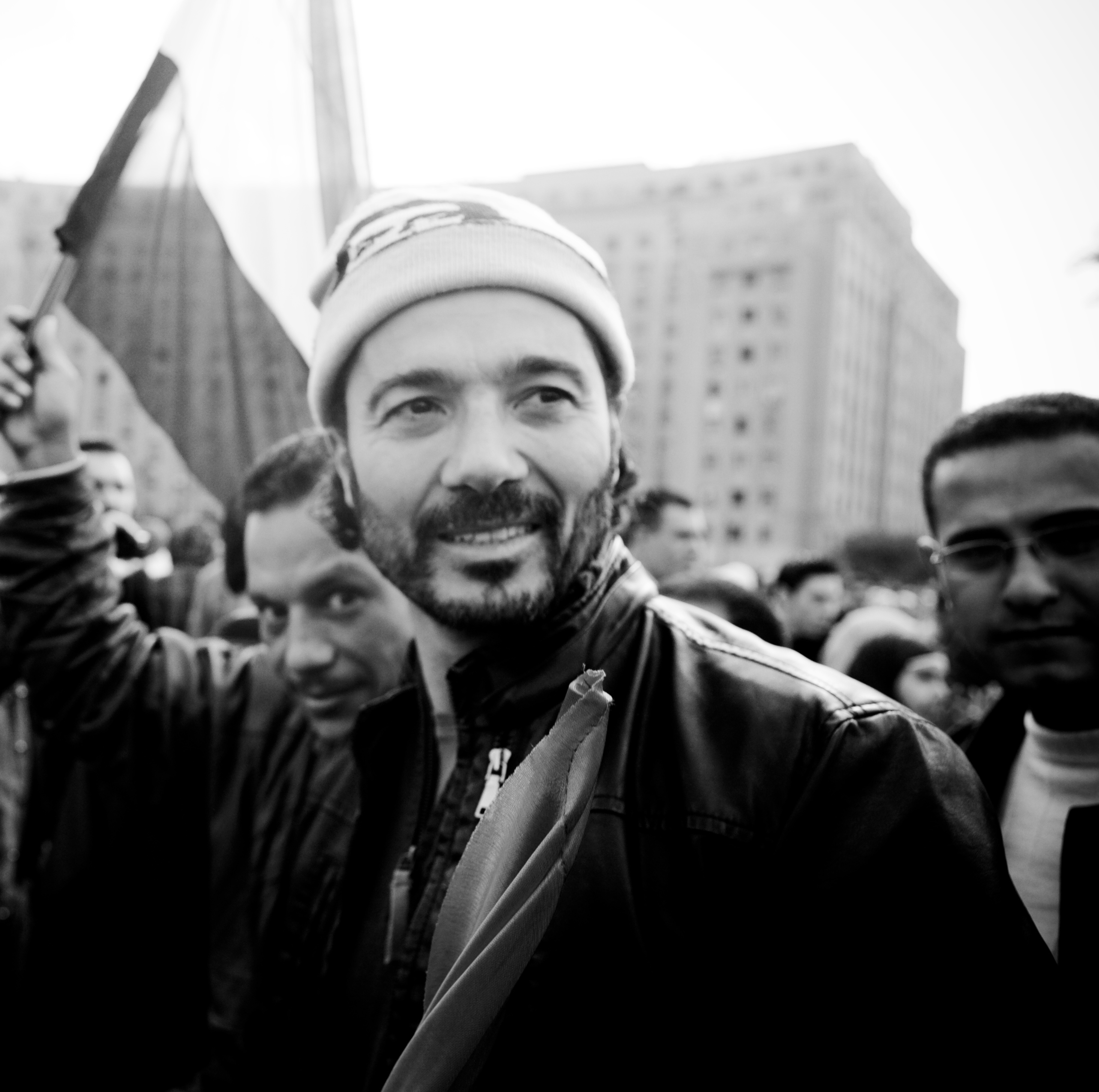
خالد النبوي في ميدان التحرير في 8 فبراير 2011.

كان النبوي من أبرز المشاركين في ثورة 25 يناير، في عام 2011 شارك الفنّان خالد النبوي في هاشتاج «#أنا_شاركت_في_25 يناير» عبر حسابه على موقع تويتر، وقال النبوي عبر الهاشتاج: «قد يمر ألف عمر ليس به لحظة مما عشناه في ميدان التحرير.. كم أنا محظوظ».

## إنجازاته
حصل خالد النبوي خلال مشواره الفني على العديد من الجوائز، حيث حصل على جائزة أفضل ممثل في مهرجان جوهانسبرغ عن فيلم المهاجر عام 1995، كما نال شهادة تقدير من جمعية فن السينما عن نفس الفيلم، بالإضافة إلي جائزة السينما المصرية كأفضل ممثل عام 1998 عن دوره في فيلم المصير (1997).

## أعماله

### الأفلام
| السنة | اسم الفيلم           | الدور               |
| ----- | -------------------- | ------------------- |
| 1990  | ليلة عسل             | أحمد                |
| 1991  | المواطن مصري         | توفيق               |
| 1991  | القاهرة منورة بأهلها | إرهابي              |
| 1994  | المهاجر              | رام                 |
| 1995  | إحنا ولاد النهاردة   | مرسي                |
| 1997  | المصير               | ولي العهد           |
| 1997  | إسماعيلية رايح جاي   | عبد العزيز "زيزو"   |
| 1998  | حائط البطولات        | حسن                 |
| 1998  | القتل اللذيذ         | عماد                |
| 1999  | فتاة من إسرائيل      | طارق                |
| 2000  | عمر 2000             | عمر                 |
| 2002  | تايه في أمريكا       | شريف المصري         |
| 2005  | مملكة السماء         | ملا                 |
| 2006  | زي الهوا             | يوسف                |
| 2007  | حسن طيارة            | حسن سليمان          |
| 2009  | دخان بلا نار         | خالد                |
| 2009  | آخر أيام الأرض       |                     |
| 2010  | المسافر              | حسن في مرحلة الشباب |
| 2010  | لعبة عادلة           | حماد                |
| 2010  | الديلر               | علي الحلواني        |
| 2012  | المواطن              | إبراهيم             |
| 2015  | خطة بديلة            | عادل عبد العزيز     |
| 2020  | يوم وليلة            | منصور الدهبي        |
| 2022  | قمر 14               | مراد                |
| 2024  | أهل الكهف            | سبيل                |

### المسلسلات
| السنة | اسم المسلسل                   | الدور                 |
| ----- | ----------------------------- | --------------------- |
| 1987  | صائمون والله أعلم             |                       |
| 1990  | شارع المواردي (الجزء الأول)   | شعبان                 |
| 1991  | الحكم مؤجل                    |                       |
| 1992  | زمن الحلم الضائع              |                       |
| 1992  | بوابة الحلواني (الجزء الأول)  | حمزة الحلواني         |
| 1993  | الوعد الحق                    | مسلم من الحبشة        |
| 1994  | بوابة الحلواني (الجزء الثاني) | حمزة الحلواني         |
| 1996  | رابعة تعود                    |                       |
| 1997  | بوابة الحلواني (الجزء الثالث) | حمزة الحلواني         |
| 1997  | أحلام الفجر الكاذب            |                       |
| 1998  | نحن لا نزرع الشوك             | حمدي                  |
| 1998  | شيء غير الحب                  |                       |
| 2000  | زوجة رجل طموح                 |                       |
| 2000  | رجل طموح                      | صلاح مرتضى            |
| 2000  | الأقدار                       |                       |
| 2001  | حديث الصباح والمساء           | داوود                 |
| 2001  | بوابة الحلواني (الجزء الرابع) | حمزة الحلواني         |
| 2003  | مسألة مبدأ                    | عادل                  |
| 2005  | راجعلك يا إسكندرية            | أكرم                  |
| 2009  | صدق وعده                      | تيم                   |
| 2012  | إبن موت                       | جابر الخواجة          |
| 2015  | مريم                          | نديم فخري             |
| 2015  | إستيفا                        | المحقق خالد           |
| 2016  | 7 أرواح                       | معتز الفرماوي         |
| 2017  | واحة الغروب                   | محمود عبد الظاهر      |
| 2019  | ممالك النار                   | طومان باي             |
| 2020  | لما كنا صغيرين                | ياسين الجمّال          |
| 2022  | البحث عن علا                  | طارق ذهني             |
| 2022  | راجعين يا هوى                 | بليغ أبو الهنا        |
| 2022  | النزوة                        | عمر شاهين             |
| 2023  | رسالة الامام                  | محمد بن إدريس الشافعي |
| 2024  | إمبراطورية م                  | مختار أبو المجد       |
| 2025  | سراب                          | طارق حسيب             |

### البرامج التلفزيونية
- برنامج السهرة تحلي مع مدحت صالح (ضيف)
- برنامج واحد من الناس (ضيف)
- برنامج دارك (ضيف)[3]
- برنامج لأ (ضيف)
- برنامج السر (ضيف)
- برنامج معكم منى الشاذلي (ضيف)
- برنامج صاحبة السعادة (ضيف)
- برنامج ساترداي نايت لايف بالعربي (ضيف)
- برنامج أنا وأنا (ضيف)
- برنامج الحكاية مع عمرو أديب (ضيف)
- برنامج هالة شو ( ضيف )

## وصلات خارجية
- خالد النبوي على موقع IMDb (الإنجليزية)
- خالد النبوي على موقع الدهليز
- خالد النبوي على موقع قاعدة بيانات الأفلام العربية
- خالد النبوي على موقع ألو سيني (الفرنسية)
- خالد النبوي على موقع ديسكوغز (الإنجليزية)
- خالد النبوي على موقع قاعدة بيانات الفيلم (الإنجليزية)
- خالد النبوي على موقع كينوبويسك (الروسية)